# Synagoga Icka Gamprechta w Łodzi
Synagoga Icka Gamprechta w Łodzi – prywatny dom modlitwy znajdujący się w Łodzi przy ulicy Piotrkowskiej 120.
Synagoga została założona w 1900 roku z inicjatywy Icka Gamprechta. Podczas II wojny światowej Niemcy zdewastowali synagogę.  